# HMS E20
HMS E20 – brytyjski okręt podwodny typu E. 

## Historia
HMS E20 został zbudowany w latach 1914–1915 w Vickers, Barrow-in-Furness. Okręt zwodowany 12 czerwca 1915, rozpoczął służbę w Royal Navy 30 sierpnia 1915 roku. Dowódcą jednostki został Lt. Cdr. Clyfford H. Warren. Nosił początkowo numer burtowy I69, a od połowy 1915 roku: E20.
W 1915 roku został przydzielony do Dardanelles Flotilla i brał udział w walkach w Cieśninie Dardanelskiej oraz na Morzu Marmara. Na 6 listopada załoga E20 miała umówione spotkanie z załogą francuskiego okrętu podwodnego „Turquoise” (Q46). 30 października „Turquoise” weszła na mieliznę i została opuszczona przez załogę. Francuski kapitan Henri Ravenel nie zniszczył dokumentów, znajdujących się na pokładzie, które dostały się w ręce niemieckie. Niemiecki okręt podwodny SM UB-14, dowodzony przez Heino von Heimburga, stacjonujący w pobliżu, oczekiwał na przybycie niczego niespodziewającego się angielskiego okrętu E20. Około godziny 17 okręty zbliżyły się do siebie i SM UB-14 wystrzelił torpedę w kierunku E20. Załoga E20 podjęła próbę manewru, było jednak już za późno i trafiony torpedą okręt zatonął. W wyniku ataku zginęło 21 osób z załogi okrętu. Ośmiu marynarzy oraz kapitan C. H. Warren, przeżyli i dostali się do niewoli.